# Вюст, Хендрик
Хендрик Йозеф Вюст (нем. Hendrik Josef Wüst; род. 19 июля 1975, Реде, ФРГ) — немецкий политический деятель Христианско-демократического союза (ХДС) и с 2017 по 2021 год министр транспорта земли Северный Рейн-Вестфалия (нем: Nordrhein-Westfalen NRW). Премьер-министр Северного Рейна-Вестфалии (с 2021).

## Биография
Хендрик Вюст вырос в Реде. Он женат, католик, изучал право и сдал первый государственный экзамен в 2000 году и второй в 2003 году. С тех пор он был лицензированным адвокатом. С 2000 по 2005 года он работал в консалтинговой компании Eutop в Берлине, с 2004 года в качестве внутреннего юрисконсульта и уполномоченного представителя. С 2010 по 2017 года Хендрик Вюст был управляющим директором Государственной ассоциации немецких газетных издателей в Северном Рейне-Вестфалии (ZVNRW) и Pressefunk GmbH, а с 2014 по 2017 года он также был управляющим директором холдинга dein.fm.

## Политика
В 1995 году он стал депутатом городского совета Реде, а в 1998 году совершил скачок на уровень штата. С 1998 по 2000 год он первоначально работал государственным казначеем Молодёжного союза NRW (нем: Jungen Union NRW). С 2000 по 2006 год он был избран региональным председателем партии молодёжи, а также членом облисполкома ХДС Северный Рейн-Вестфалия (нем: CDU NRW). С 2002 по 2012 год он также был членом федерального исполнительного комитета ХДС (нем: CDU).

На выборах в федеральный округ Северный Рейн-Вестфалия в 2005 году он был избран в парламент земли с 58,3 процентами голосов и был самым молодым членом парламентской группы ХДС в этот период выборов. С 2006 по 2010 год Вюст был Генеральным секретарём ХДС Северо-Западной Европы.
После того, как он снова победил в своём избирательном округе на земельных выборах в 2010 году (с 49,6 %), он стал официальным представителем проблем экономической политики во фракции ХДС ландтага. С 2013 года Вюст является государственным председателем ХДС / ХСС (нем: CDU/CSU (MIT)) малого и среднего бизнеса и Экономического союза в земле Северный Рейн-Вестфалия. На земельных выборах в 2012 году Вюст получил 45,8 процента, в 2017 году — 52,9 процента.
30 июня 2017 года Хендрик Вюст был назначен министром транспорта земли Северный Рейн-Вестфалия. Он также является членом совета директоров и комитета по финансированию NRW.BANK в Дюссельдорфе с 2019 года.
27 октября 2021 года депутаты ландтага Северного Рейна-Вестфалии проголосовали за утверждение Вюста в должности земельного премьер-министра.